# Hochreichkopf
Der Hochreichkopf ist ein 3010 m ü. A. hoher Berg im nordwestlichen Teil der Stubaier Alpen in Tirol. Der breite Gipfel liegt zwischen Nieder- und Hochreichjoch östlich oberhalb des Ötztals.
Der einfachste, markierte Anstieg führt von Osten von der Schweinfurter Hütte in 3½ Stunden über das Hochreichjoch (2912 m). Alternativ kann der Gipfel auch von Norden angegangen werden. Dieser Weg, auch der Weg des Erstbesteigers, führt von Kühtai durch das Längental über die Niederreichscharte zur Hochreichscharte, wo er mit dem Anstiegsweg von Osten zusammentrifft. Für diese Anstiegsvariante sind etwa 4½ Stunden zu veranschlagen, die Querung der Westflanke des Gipfels zwischen Nieder- und Hochreichjoch verlangt Trittsicherheit.